# Raytheon
Raytheon este o companie americană din industria aerospațială și a apărării, cu vânzări de peste 20 miliarde $ și 73,000 de angajați.